# Голос России
Российская государственная радиовещательная компания «Голос России» — бывшая правительственная радиостанция, осуществлявшая радиовещание на зарубежные страны. С 12 января 1996 до 9 декабря 2013 года действовала в форме федерального государственного бюджетного учреждения. Радиокомпания являлась старейшим вещателем России.
Задачи радиостанции — знакомить мировое сообщество с жизнью России, с точкой зрения российского государства на события в мире, вести диалог с соотечественниками за рубежом, содействовать популяризации русской культуры и русского языка.
«Голос России» считался одним из крупнейших мультимедийных мировых СМИ. Передачи «Голоса России» были доступны на 44 языках на коротких и средних волнах, в FM и AM диапазонах, в цифровых форматах DAB/DAB+, DRM, HD-Radio, а также по кабельным сетям, спутниковым каналам, в Интернете и по мобильной телефонной сети.
«Голос России» входил в пятерку самых слушаемых международных радиостанций, его совокупная аудитория достигала 109 миллионов человек в 160 странах мира.

## История

### Во времена СССР

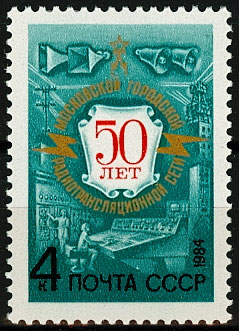
Почтовая марка 1984 года

Свою историю радиостанция ведёт с 29 октября 1929 года, когда Народный комиссариат почт и телеграфов СССР запустил регулярное радиовещание из Москвы на зарубежные страны. Первые программы вышли в эфир на немецком языке, к которому в том же году прибавились французский и английский.
«Московское радио» — так в то время именовалась радиостанция, позже ставшая известной во всем мире как «Голос России» — стало первым в мире международным радио. Второе международное радио — «Би-би-си» — появилось в эфире лишь спустя три года, а «Голос Америки» — в феврале 1942 года.
7 ноября 1929 года радиостанция впервые организовала прямой репортаж с Красной площади в Москве, где проходили торжества в честь годовщины Великой Октябрьской социалистической революции. Передачи велись на двух языках — немецком и французском. Корреспонденты работали на трибунах, брали интервью у зарубежных гостей, сообщали о том, что происходило в праздничной Москве.
В 1930 году передачи «Московского радио» на немецком, французском и английском языках стали ежедневными. В программах радиостанции появились литературные передачи, в которых принимали участие известные деятели культуры, владевшие иностранными языками. В тот же период начались первые трансляции опер из Большого театра. Пояснительный текст ведущий читал прямо из театральной ложи.

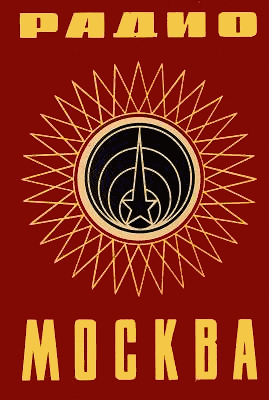
Логотип радиостанции «Московское радио» (1929—1993)

Передачи, как правило, шли в прямом эфире, так как качество звукозаписи в те годы было ещё крайне низким.
В 1933 году Международное московское радио было передано в подчинение созданному в этом году Всесоюзному комитету по радиофикации и радиовещанию, подчинявшийся непосредственно Совету народных комиссаров СССР (с 1946 г. — Совету Министров СССР) (многократно переименовывался, с 1957 г. — Государственный комитет СССР по телевидению и радиовещанию, с 1991 г. — Российская государственная телерадиокомпания «Останкино», в 1953—1957 гг. был подчинён Министерству культуры СССР).
На протяжении 1930-х годов к трём первым языкам иновещания прибавились ещё десять. В 1937 году «Московское радио» вещало на 8 языках: английском, немецком, французском, голландском, чешском, шведском, португальском и венгерском.
1 июля 1940 года началось вещание «Московского радио» на китайском языке. Первые передачи на Китай читала Дэн Инчао — жена будущего премьер-министра КНР Чжоу Эньлая.
В те годы главной целью всех служб иновещания была пропаганда идей социализма. Этот принцип оставался основополагающим вплоть до начала эпохи перестройки и гласности.
С резким обострением международной обстановки и началом Второй мировой войны возникла необходимость развёртывания информационной и пропагандистской работы, направленной на русскоговорящее население за пределами СССР. Для вещания на зарубежные страны в составе «Московского радио» была создана русская редакция «Говорит Москва», и в начале 1940 года в эфир вышли первые передачи на русском языке для слушателей за границей. А с началом Великой Отечественной войны было организовано специальное вещание для жителей оккупированных гитлеровцами территорий, партизанских соединений и движений Сопротивления, действовавших в тылу врага.
С началом Второй мировой войны «Московское радио» вступило в идеологическую схватку с нацистской пропагандой. К каждому приёмнику, выпущенному в Германии, в те годы прикреплялась специальная табличка с надписью «Слушание зарубежных радиостанций является преступлением против национальной безопасности нашего народа. По приказу фюрера оно карается тюремным заключением строгого режима».
Но Москву, рискуя жизнью, слушали и на оккупированных территориях, и в самой Германии. В личных записях Геббельса отмечается, что, вне себя от ярости, он требовал жестоко наказывать не только слушателей «Московского радио», но и их родственников и близких друзей.
У микрофонов «Московского радио» регулярно выступали участники антифашистского сопротивления. Среди них — Морис Торез, Пальмиро Тольятти, Вильгельм Пик, Вальтер Ульбрихт, Георгий Димитров, Василь Коларов, Клемент Готвальд, Долорес Ибаррури, Жан Ришар Блок.
14 апреля 1942 года началось радиовещание на Японию из Хабаровска. Руководство СССР поставило перед иновещанием задачу — удержать Японию от вступления в войну против Советского Союза на стороне фашистской Германии.
За годы Великой Отечественной войны «Московское радио» удвоило количество языков своего вещания: в эфир ежедневно выходили 152 передачи на 28 языках. Впоследствии к ним прибавились в 1946 году монгольский язык, в 1951 — вьетнамский, в 1957 — пушту, в 1967 — дари.
После окончания войны «Московское радио» оставалось важным инструментом антиимпериалистической пропаганды в холодной войне. В 1957 году передачи на английском языке стал вести Кирилл Вац.
28 октября 1962 года в мировом эфире прозвучала радиопередача из Москвы, в которой содержался ответ советского руководителя Никиты Сергеевича Хрущёва на срочную телеграмму президента США Джона Кеннеди, отправленную днём раньше. Так разрешился опасный Карибский кризис.
В 1970-е годы корреспонденты «Московского радио» работали в Европе и Азии, Африке и Америке, вели репортажи из «горячих точек». Корреспондент «Московского радио» в Чили Леонард Косичев был арестован во время переворота в стране. В его квартире прошёл обыск. Попытки связаться с посольством были жёстко пресечены чилийской полицией. После того как советскому посольству все-таки удалось вызволить корреспондента «Московского радио» и отправить его на родину, наградой ему стала сохранившаяся запись последнего обращения Сальвадора Альенде к чилийцам. Потом оно прозвучало в Москве в передачах телевидения и радио, в том числе на волнах иновещания.
На радиостанции в разные годы работали: Валентин Зорин, Владимир Познер, Влад Листьев, Александр Любимов, Олег Вакуловский, Дмитрий Захаров, Михаил Таратута, Игорь Фесуненко, Владимир Цветов, Евгений Киселёв, Дмитрий Киселёв. В арабской редакции иновещания начинал свою карьеру Евгений Примаков.
В начале 1980-х годов диктор «Голоса России» Владимир Данчев в своих передачах высказывался против советского вторжения в Афганистан. Выступления Данчева долгое время оставались незамеченными советскими властями. КГБ обратил внимание на Данчева лишь после сообщения «Би-би-си», после чего последнего отправили в психиатрическую больницу в Ташкенте.

### В постсоветский период
22 декабря 1993 года Указом Президента Российской Федерации Б. Н. Ельцина № 2258 "О создании холдинговой компании «Российский государственный телерадиотехнический центр „Эфир“» и «Российской государственной радиовещательной компании „Голос России“»" на базе творческо-производственного объединения «Международное московское радио» была создана Российская государственная радиовещательная компания «Голос России» .

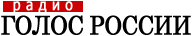
Логотип радиостанции «Голос России» (1993—2014)

12 января 1996 года Постановлением Правительства Российской Федерации № 12 «О Российской государственной радиовещательной компании „Голос России“» радиокомпания «Голос России» была переведена в непосредственно управление Федеральной службы РФ по телевидению и радиовещанию (ФСТР).
За последующие годы многое изменилось. К радиоэфиру в 1996 году добавилось Интернет-вещание, появилась «Русская служба», стали выходить в эфир новые программы: «Разговор с Константином Косачёвым», «Мировая политика» (ведущий — политолог Игорь Панарин), «Россия в глобальной политике» (ведущий — политолог Фёдор Лукьянов), «Военно-политический анализ» (ведущий — главный редактор журнала «Национальная оборона» Игорь Коротченко), «Теория заблуждений» (ведущий — Армен Гаспарян), «Перекрёстный допрос» (ведущие — вице-президент «Медиасоюза» Елена Зелинская и известный журналист Владимир Аверин).
Радиокомпания осуществляла локальное вещание в 27 странах мира (покрывая 225 городов). Имела 5 зарубежных бюро в Вашингтоне, Лондоне, Берлине, Рио-де-Жанейро, Стамбуле, Киеве, широкую сеть корреспондентов по всему миру. В частности, ретрансляцию англоязычного вещания осуществляла до закрытия «Голоса России» религиозная радиостанция WNSW в Ньюарке, штат Нью-Джерси.
Передачи «Голоса России» можно было круглосуточно принимать в эфире на 31 языке 178 часов в сутки на коротких и средних волнах, в FM- и AM-диапазонах, в цифровых форматах DAB/DAB+, DRM, HD-Radio, а также на мобильные телефоны, оснащённые соответствующими приложениями, на 33 языках мира. «Голос России» поддерживал 39 языковых сайтов в Интернете. Кроме того, станция осуществляла ежедневное общение со слушателями в социальных сетях: «Facebook», «Twitter», «VKontakte», «YouTube», «Google+», «Weibo». Совокупная аудитория радиокомпании в социальных сетях составляла 8 млн человек. В общей сложности программы «Голоса России» были доступны на 45 языках.
«Голос России» являлся членом Национальной ассоциации телерадиовещателей (НАТ), Европейского вещательного союза (EBU), Международного комитета по цифровому радиовещанию (DRM), Международной конференции служб изучения аудитории международных радиовещателей (CIBAR), Азиатско-тихоокеанского вещательного союза (ABU), Ассоциации международного вещания (AIB) и Международной организации World DMB.
С начала 2013 года «Голос России» по финансовым причинам вдвое сократил суммарный объём вещания в диапазоне коротких волн до 26 часов в сутки. С 1 января 2014 года радио прекратило своё вещание в коротковолновом (КВ) диапазоне. Вещание на зарубежные страны с российской территории стало осуществляться лишь с трёх средневолновых передатчиков малой мощности, находящихся в Приднестровье, в Южно-Сахалинске и в Калининграде. Основной объём вещания сосредоточился на передатчиках FM-диапазона, расположенных за границей.
9 декабря 2013 года Президент Российской Федерации В. В. Путин подписал указ о ликвидации федерального государственного бюджетного учреждения "Российская государственная радиовещательная компания «Голос России» (г. Москва) с последующей передачей закреплённого за ним на праве оперативного управления имущества в хозяйственное ведение федерального государственного унитарного предприятия «Международное информационное агентство „Россия сегодня“».
В ночь с 31 марта на 1 апреля 2014 года передатчики «Голоса России» на средних и коротких волнах, частоте 171 кГц (ДВ) и цифровом вещании в стандарте DRM были полностью отключены. Русскоязычный сайт «Голоса России» перестал обновляться.
10 ноября 2014 года в 14:00 «Голос России» окончательно прекратил своё существование в эфире — ей на смену пришла радиостанция Sputnik, которая входит в медиагруппу «Россия сегодня».

## Награды
Многие журналисты радиостанции — лауреаты российских и международных премий. Программы «Голоса России» неоднократно становились победителями национального конкурса в области радиовещания «Радиомания». Так, в 2013 году, передача «Теория заблуждений» известного журналиста, радиоведущего, автора исторических исследований Армена Гаспаряна удостоена главного приза конкурса в номинации «Просветительская программа». В 2012 году «Голос России» получил ежегодную премию Союза журналистов Турции за «лучшую информационную программу» — «Вечерняя почта с Атиллой Гюнером». В 2008 году радиокомпания стала лауреатом «Премии Рунета» в номинации «Рунет за пределами RU».

## Справочная информация
- Адрес: Москва, ул. Пятницкая, 25 стр. 1
- Председатели — Армен Гарникович Оганесян (1993—2008), Андрей Георгиевич Быстрицкий (2008—2014).